# Crescent Air Cargo
Crescent Air Cargo fue una aerolínea de carga con base en Chennai, India. Fue una aerolínea regular de carga que operaba a ciudades de India, Sri Lanka y las Maldivas. Su base de operaciones principal es el Aeropuerto Internacional de Chennai.
La aerolínea cesó sus operaciones el 31 de agosto de 2006.

## Historia
La aerolínea fue relanzada en junio de 2007 por un grupo de gente incluyendo al director, el capitán Murali Ram y el vicepresidente, Capitán Dutt.
La aerolínea fue adquirida por un grupo de empresarios de Karnataka y retomó sus operaciones en julio de 2007

## Destinos
En marzo de 2007, Crescent Air Cargo anunció sus intenciones de retomar sus vuelos a ciudades como Bangalore, Delhi, Hyderabad y Bombay en India, Colombo en Sri Lanka y Malé en Maldivas.
Desde agosto de 2007, inició sus operaciones en la ruta Chennai - Vizag y en marzo de 2008, planeaba conectar Madrás - Vizag - Calcuta y vuelta.

## Flota
En agosto de 2006 la flota de Crescent Air Cargo incluye:
- 1 Fokker 50

Rutas a las que se espera operar: Calcuta, Vizag y Madras